# Palisadia dockeryi
Palisadia dockeryi is een uitgestorven slakkensoort uit de familie van de Eulimidae. De wetenschappelijke naam van de soort werd voor het eerst geldig gepubliceerd in 1999 door Lozouet.